# Owen (kulsprutepistol)
Owen  är en australiensisk kulsprutepistol i kalibern 9 × 19 mm Parabellum som uppfanns av Evelyn Owen under andra världskriget. Australiens armé ställde sig inledningsvis tveksamma till Owen-kpisten då de förväntade sig att Storbritannien skulle förse dem med alla Sten-kpistar de behövde. När detta inte visade sig vara fallet antog man efter många förseningar vapnet. Owen-kpisten visade sig vara mycket pålitlig, den kunde tappas i lera, vatten eller dylikt utan att drabbas av eldavbrott. Det mesta udda med vapnet är det toppmonterade magasinet som föranleder att siktet är förskjutet till höger, vilket är något obekvämt för skytten. 